# 기니비사우의 경제
기니비사우의 경제는 국영기업과 민간기업이 혼합되어 있다. 기니비사우는 세계 저개발국이자 세계 10대 빈곤국 중 하나로 농업과 어업에 주로 의존하고 있다. 캐슈 수확량은 최근 몇 년간 눈에 띄게 증가했으며 2019년 캐슈 생산량은 9위를 기록했다.
기니비사우는 생선 및 해산물, 땅콩, 야자 낟알 및 목재가 유럽이 아닌 아시아로 수출한다. 자국 해양 수역(기니만)에서의 어업 면허 수수료는 정부에 약간의 수익을 제공한다. 쌀은 주요 작물이고 주식이다. 유럽의 규제로 인해 유럽으로의 생선 및 캐슈넛 수출은 일반적으로 농산물뿐만 아니라 완전히 금지되어 있다.

## 폐기물 투기소득
1980년대에 기니비사우는 아프리카 대륙에서 수입원으로 폐기물을 버리는 경향의 일부였다. 유럽으로부터 유독성 폐기물을 수입하려는 계획은 무역을 중단시키기 위한 국제적인 캠페인으로 인해 취소되었다. 정부는 15년 동안 1,500만 톤의 유독성 폐기물을 처리하는 계약을 제안받았다. 그 수익은 외부채무의 2배에 해당하는 금액이었다. 다른 아프리카 국가들과 환경 단체들의 강력한 압박 이후 기니비사우 정부는 이 협정을 포기했다.

## 마약 밀거래
지난 10년 동안 유럽의 코카인 소비량은 3배가량 증가한 것으로 추정되며, 서아프리카는 콜롬비아에서 유럽으로 코카인을 밀매하는 주요 경유지가 되었다. 이런 점에서 기니비사우는 밀수업자들이 정부의 부패와 무질서를 이용하여 방해받지 않고 운영되는 서아프리카의 대표적인 국가이다. 군과 경찰은 이 광활한 해역을 순찰하거나 통제하기 위한 보트나 항공기의 부족은 라틴 아메리카로부터의 코카인 마약 운송을 외면하고 있다. 비행기들이 날아와 기니비사우의 88개 외딴 섬들을 이용하는데, 대부분은 사람이 살지 않는 섬들이다.

## 에너지
2019년 현재 전체 인구의 28%만이 전기를 이용할 수 있으며, 농촌 인구의 7%와 도시 인구의 56%만이 전기를 이용할 수 있다.
2016년에는 발전 용량의 99%가 화석에서, 1%가 재생 에너지에서 나왔다.

## 같이 보기
- 유엔 아프리카 경제 위원회